# BMW N42
| N42                        | N42                                           |
| -------------------------- | --------------------------------------------- |
|                            |                                               |
| Виробник:                  | BMW                                           |
| Марка:                     | N42                                           |
| Тип:                       | L4                                            |
| Робочий об'єм:             | 1.8 л (1,796 куб.см) 2.0 л (1,995 куб.см) см3 |
| Конфігурація:              | L                                             |
| Циліндрів:                 | 4                                             |
| Клапанів:                  | 16                                            |
| Охолодження:               | рідинне охолодження                           |
| Газорозподільний механізм: | DOHC з VVT                                    |
| Матеріал блоку циліндрів:  | Алюміній                                      |
| Матеріал ГБЦ:              | Алюміній                                      |
| Тактність (число тактів):  | 4                                             |
| Червона зона:              | 6600 об/хв                                    |
| Рекомендоване паливо:      | Бензин                                        |

BMW N42 — чотирициліндровий бензиновий двигун DOHC, який замінив BMW M43 і випускався з 2001 по 2004 рік.
N42 служить основою для меншого двигуна N40 (який не має Valvetronic).
N42B18 виграв нагороду Міжнародної нагороди «Двигун року» за 2001 рік в категорії L 1,4-1,8.
У 2004 році N42 був замінений на чотирициліндровий двигун BMW N46.

## Дизайн
У порівнянні зі своїм попередником M43, N42 має газорозподільний механізм DOHC, VANOS (змінні фази газорозподілу) і алюмінієвий блок двигуна. Він був першим двигуном BMW, який мав Valvetronic (змінний підйом клапанів).

## Версії
| Версія | Об‘єм                   | Потужність                               | Крутний момент                       | Рік            |
| ------ | ----------------------- | ---------------------------------------- | ------------------------------------ | -------------- |
| N42B18 | 1 796 см3 (109,6 дюйм3) | 85 кВт (114 гальм. к. с.) на 5500 об/хв  | 175 Н⋅м (129 фунт⋅фут) на 3750 об/хв | 2001-2004 роки |
| N42B20 | 1 995 см3 (121,7 дюйм3) | 105 кВт (141 гальм. к. с.) на 6000 об/хв | 200 Н⋅м (148 фунт⋅фут) на 3750 об/хв | 2001-2004 роки |

## N42B18
N42B18 має робочий об'єм 1796 куб.см, використовує керування двигуном Bosch Motronic ME9.2 і має здвоєні балансувальні вали.
Застосування:
- 2001-2004 E46 316i та 316ti

## N42B20
N42B20 має робочий об'єм 1995 куб.см, використовує систему вприскування палива Bosch DME ME9.2 і має подвійні балансувальні вали. Червона зона N42B20 до 6600 об/хв
Застосування:
- 2001-2004 E46 318i/318Ci/318ti

## Дивись також
- BMW
- Список двигунів BMW